# Vághidi Ferenc
Vághidi Ferenc (Budapest, 1904. március 12. – Budapest, 1945. január) író, újságíró.

## Élete
Bölcsészetet tanult Párizsban és Bécsben. Később az újságírói pályára lépett, a Szép Szó című lapnál lett belső munkatárs, illetve a Népszavában is folyamatosan publikált. 1944-ben a nyilasok elhurcolták és kivégezték. Cikkei antifasiszta szellemben íródtak, bennük a demokratikus átalakulást pártolta. Regényeire hatással voltak a korai francia regényírók munkái.

## Fontosabb művei
- Valaminek történnie kell (r., Bp., 1934)
- Házasságtörők (r., Jakobi Edittel, Bp., 1936);
- A dynamit regénye (Nobel Alfréd regényes életrajza, Bp., 1937);
- Páris és környéke (Bp. 1939);
- Nostradamus élete és jövendölései a XX. századra (Bp., 1940);
- Nyersanyag és pótanyag (tanulmány, Bp., 1940);
- Wellington (életrajzi r., Bp., 1942);
- Állapota aggasztó (r., Bp., 1943).